# Liste des matchs de l'équipe de Saint-Christophe-et-Niévès de football par adversaire
Cette liste présente les matchs de l'équipe de Saint-Christophe-et-Niévès de football par adversaire rencontré,. Lorsqu'une rivalité footballistique particulière existe entre Saint-Christophe-et-Niévès et un autre pays, une page spécifique est parfois proposée.
- Haut – A
- B
- C
- D
- E
- F
- G
- H
- I
- J
- K
- L
- M
- N
- O
- P
- Q
- R
- S
- T
- U
- V
- W
- X
- Y
- Z

## A

### Andorre
Confrontations entre Saint-Christophe-et-Niévès et Andorre :
| # | Date             | Lieu               | Match                                | Score | Compétition  |
| - | ---------------- | ------------------ | ------------------------------------ | ----- | ------------ |
| 1 | 12 novembre 2015 | Andorre-la-Vieille | Andorre - Saint-Christophe-et-Niévès | 0-1   | Match amical |
| 2 | 25 mars 2022     | Andorre-la-Vieille | Andorre - Saint-Christophe-et-Niévès | 1-0   | Match amical |

#### Bilan
- Total de matchs disputés : 2
- Victoires de Saint-Christophe-et-Niévès : 1
- Victoires d'Andorre : 1
- Matchs nuls : 0
- Total de buts marqués par Saint-Christophe-et-Niévès: 1
- Total de buts marqués par Andorre : 1

### Anguilla
Confrontations entre Saint-Christophe-et-Niévès et Anguilla :
| # | Date              | Lieu         | Match                                 | Score | Compétition                               |
| - | ----------------- | ------------ | ------------------------------------- | ----- | ----------------------------------------- |
| 1 | 27 mars 1996      | Basseterre   | Saint-Christophe-et-Niévès - Anguilla | 8-0   | Coupe caribéenne 1996 (Tour préliminaire) |
| 2 | 22 septembre 2006 | Saint John's | Anguilla - Saint-Christophe-et-Niévès | 1-6   | Coupe caribéenne 2007 (1er tour)          |
| 3 | 10 octobre 2012   | Basseterre   | Saint-Christophe-et-Niévès - Anguilla | 2-0   | Coupe caribéenne 2012 (1er tour)          |

#### Bilan
- Total de matchs disputés : 3
- Victoires de Saint-Christophe-et-Niévès : 3
- Victoires d'Anguilla : 0
- Matchs nuls : 0
- Total de buts marqués par Saint-Christophe-et-Niévès : 16
- Total de buts marqués par Anguilla : 1

### Antigua-et-Barbuda
Confrontations entre Saint-Christophe-et-Niévès et Antigua-et-Barbuda :
| #  | Date              | Lieu         | Match                                           | Score            | Compétition                                             |
| -- | ----------------- | ------------ | ----------------------------------------------- | ---------------- | ------------------------------------------------------- |
| 1  | 3 février 1950    |              | Saint-Christophe-et-Niévès - Antigua-et-Barbuda | 1-1              | Match amical                                            |
| 2  | 24 mars 1990      |              | Saint-Christophe-et-Niévès - Antigua-et-Barbuda | 3-1              | Match amical                                            |
| 3  | 18 avril 1992     | Basseterre   | Saint-Christophe-et-Niévès - Antigua-et-Barbuda | 0-1              | Coupe caribéenne 1992 (Tour préliminaire)               |
| 4  | 14 novembre 1993  | Saint John's | Antigua-et-Barbuda - Saint-Christophe-et-Niévès | 3-0              | Match amical                                            |
| 5  | 30 avril 1995     | Basseterre   | Saint-Christophe-et-Niévès - Antigua-et-Barbuda | 1-1              | Coupe caribéenne 1995 (Tour préliminaire)               |
| 6  | 21 mai 1995       | Saint John's | Antigua-et-Barbuda - Saint-Christophe-et-Niévès | 2-2 ap (4-3) tab | Coupe caribéenne 1995 (Tour préliminaire)               |
| 7  | 29 mai 1999       | Basseterre   | Saint-Christophe-et-Niévès - Antigua-et-Barbuda | 4-1              | Match amical                                            |
| 8  | 4 mars 2001       | Basseterre   | Antigua-et-Barbuda - Saint-Christophe-et-Niévès | 2-2              | Coupe caribéenne 2001 (Tour préliminaire)               |
| 9  | 27 octobre 2002   | Saint John's | Antigua-et-Barbuda - Saint-Christophe-et-Niévès | 1-1              | Match amical                                            |
| 10 | 31 janvier 2004   | Saint John's | Antigua-et-Barbuda - Saint-Christophe-et-Niévès | 1-0              | Match amical                                            |
| 11 | 21 mars 2004      | Basseterre   | Saint-Christophe-et-Niévès - Antigua-et-Barbuda | 2-3              | Match amical                                            |
| 12 | 4 novembre 2004   | Basseterre   | Saint-Christophe-et-Niévès - Antigua-et-Barbuda | 2-0              | Coupe caribéenne 2005 (Tour préliminaire)               |
| 13 | 24 septembre 2006 | Saint John's | Antigua-et-Barbuda - Saint-Christophe-et-Niévès | 1-0              | Coupe caribéenne 2007 (1er tour)                        |
| 14 | 18 novembre 2007  | Basseterre   | Saint-Christophe-et-Niévès - Antigua-et-Barbuda | 3-0              | Match amical                                            |
| 15 | 1er décembre 2007 | Saint John's | Antigua-et-Barbuda - Saint-Christophe-et-Niévès | 2-0              | Match amical                                            |
| 16 | 8 juin 2008       | Saint John's | Antigua-et-Barbuda - Saint-Christophe-et-Niévès | 2-0              | Match amical                                            |
| 17 | 9 novembre 2008   | Macoya       | Saint-Christophe-et-Niévès - Antigua-et-Barbuda | 3-4              | Coupe caribéenne 2008 (2e tour)                         |
| 18 | 28 août 2010      | Basseterre   | Saint-Christophe-et-Niévès - Antigua-et-Barbuda | 1-1              | Match amical                                            |
| 19 | 3 mars 2012       | Basseterre   | Saint-Christophe-et-Niévès - Antigua-et-Barbuda | 1-0              | Match amical                                            |
| 20 | 29 mars 2016      | Basseterre   | Saint-Christophe-et-Niévès - Antigua-et-Barbuda | 1-0              | Qaulifications pour la Coupe caribéenne 2017 (1er tour) |
| 21 | 25 août 2019      | Basseterre   | Saint-Christophe-et-Niévès - Antigua-et-Barbuda | 3-0              | Match amical                                            |
| 22 | 27 août 2019      | Basseterre   | Saint-Christophe-et-Niévès - Antigua-et-Barbuda | 4-3              | Match amical                                            |

#### Bilan
- Total de matchs disputés : 22
- Victoires de Saint-Christophe-et-Niévès : 8
- Victoires d'Antigua-et-Barbuda : 8
- Matchs nuls : 6
- Total de buts marqués par Saint-Christophe-et-Niévès : 34
- Total de buts marqués par Antigua-et-Barbuda : 30

### Arménie
Confrontations entre équipe de Saint-Christophe-et-Niévès et l'Arménie :
| # | Date        | Lieu   | Match                                | Score | Compétition  |
| - | ----------- | ------ | ------------------------------------ | ----- | ------------ |
| 1 | 4 juin 2017 | Erevan | Arménie - Saint-Christophe-et-Niévès | 5-0   | Match amical |

#### Bilan
- Total de matchs disputés : 1
- Victoires de Saint-Christophe-et-Niévès : 0
- Victoires de l'Arménie : 1
- Matchs nuls : 0
- Total de buts marqués par Saint-Christophe-et-Niévès : 0
- Total de buts marqués par l'Arménie : 5

### Aruba
Confrontations entre Saint-Christophe-et-Niévès et Aruba :
| # | Date         | Lieu       | Match                              | Score | Compétition                                             |
| - | ------------ | ---------- | ---------------------------------- | ----- | ------------------------------------------------------- |
| 1 | 18 juin 1989 | Oranjestad | Aruba - Saint-Christophe-et-Niévès | 1-4   | Coupe caribéenne 1989 (Tour préliminaire)               |
| 2 | 26 mars 2016 | Oranjestad | Aruba - Saint-Christophe-et-Niévès | 0-2   | Qualifications pour la Coupe caribéenne 2017 (1er tour) |
| 3 | 9 juin 2022  | Willemstad | Aruba - Saint-Christophe-et-Niévès | 2-3   | Ligue des nations 2022-2023 (Ligue C - Groupe C)        |
| 4 | 26 mars 2023 | Basseterre | Saint-Christophe-et-Niévès - Aruba | 2-0   | Ligue des nations 2022-2023 (Ligue C - Groupe C)        |

#### Bilan
- Total de matchs disputés : 4
- Victoires de Saint-Christophe-et-Niévès : 4
- Victoires d'Aruba : 0
- Matchs nuls : 0
- Total de buts marqués par Saint-Christophe-et-Niévès : 11
- Total de buts marqués par Aruba : 4

## B

### Bahamas
Confrontations entre Saint-Christophe-et-Niévès et les Bahamas :
| # | Date         | Lieu   | Match                                | Score | Compétition                                           |
| - | ------------ | ------ | ------------------------------------ | ----- | ----------------------------------------------------- |
| 1 | 27 mars 2021 | Nassau | Bahamas - Saint-Christophe-et-Niévès | 0-4   | Qualifications pour la Coupe du monde 2022 (1er tour) |

#### Bilan
- Total de matchs disputés : 1
- Victoires de Saint-Christophe-et-Niévès : 1
- Victoires de des Bahamas : 0
- Matchs nuls : 0
- Total de buts marqués par Saint-Christophe-et-Niévès : 4
- Total de buts marqués par les Bahamas : 0

### Barbade
Confrontations entre Saint-Christophe-et-Niévès et la Barbade :
| #  | Date              | Lieu           | Match                                | Score | Compétition                                                      |
| -- | ----------------- | -------------- | ------------------------------------ | ----- | ---------------------------------------------------------------- |
| 1  | 12 mars 1995      | Bridgetown     | Barbade - Saint-Christophe-et-Niévès | 0-1   | Match amical                                                     |
| 2  | 1er mars 1998     | Bridgetown     | Barbade - Saint-Christophe-et-Niévès | 6-2   | Match amical                                                     |
| 3  | 17 février 2000   | Bridgetown     | Barbade - Saint-Christophe-et-Niévès | 1-0   | Match amical                                                     |
| 4  | 27 juillet 2002   | Basseterre     | Saint-Christophe-et-Niévès - Barbade | 3-0   | Match amical                                                     |
| 5  | 13 juin 2004      | Bridgetown     | Barbade - Saint-Christophe-et-Niévès | 0-2   | Qualifications pour la Coupe du monde 2006 (1er tour - 2e phase) |
| 6  | 19 juin 2004      | Basseterre     | Saint-Christophe-et-Niévès - Barbade | 3-2   | Qualifications pour la Coupe du monde 2006 (1er tour - 2e phase) |
| 7  | 20 septembre 2006 | Saint John's   | Barbade - Saint-Christophe-et-Niévès | 1-1   | Coupe caribéenne 2007 (1er tour)                                 |
| 8  | 28 septembre 2008 | Basseterre     | Saint-Christophe-et-Niévès - Barbade | 1-3   | Coupe caribéenne 2008 (1er tour)                                 |
| 9  | 6 octobre 2010    | Kingstown      | Barbade - Saint-Christophe-et-Niévès | 1-1   | Coupe caribéenne 2010 (1er tour)                                 |
| 10 | 8 octobre 2014    | Port-au-Prince | Saint-Christophe-et-Niévès - Barbade | 2-3   | Qualifications pour la Coupe caribéenne 2014 (2e tour)           |
| 11 | 10 mai 2015       | Bridgetown     | Barbade - Saint-Christophe-et-Niévès | 1-3   | Match amical                                                     |
| 12 | 6 mai 2017        | Basseterre     | Saint-Christophe-et-Niévès - Barbade | 2-1   | Match amical                                                     |

#### Bilan
- Total de matchs disputés : 12
- Victoires de Saint-Christophe-et-Niévès : 6
- Victoires de la Barbade : 4
- Matchs nuls : 2
- Total de buts marqués par Saint-Christophe-et-Niévès : 21
- Total de buts marqués par la Barbade : 19

### Belize
Confrontations entre Saint-Christophe-et-Niévès et le Belize :
| # | Date            | Lieu       | Match                               | Score | Compétition                                          |
| - | --------------- | ---------- | ----------------------------------- | ----- | ---------------------------------------------------- |
| 1 | 6 février 2008  | Guatemala  | Belize - Saint-Christophe-et-Niévès | 3-1   | Qualification pour la Coupe du monde 2010 (1er tour) |
| 2 | 26 mars 2008    | Basseterre | Saint-Christophe-et-Niévès - Belize | 1-1   | Qualification pour la Coupe du monde 2010 (1er tour) |
| 3 | 10 octobre 2019 | Belmopan   | Belize - Saint-Christophe-et-Niévès | 0-4   | Ligue des nations 2019-2020 (Ligue B - Groupe A)     |
| 4 | 13 octobre 2019 | Basseterre | Saint-Christophe-et-Niévès - Belize | 0-1   | Ligue des nations 2019-2020 (Ligue B - Groupe A)     |

#### Bilan
- Total de matchs disputés : 4
- Victoires de Saint-Christophe-et-Niévès : 1
- Victoires du Belize : 2
- Matchs nuls : 1
- Total de buts marqués par Saint-Christophe-et-Niévès: 6
- Total de buts marqués par le Belize : 5

### Bermudes
Confrontations entre Saint-Christophe-et-Niévès et les Bermudes :
| Date             | Lieu       | Match                                 | Score | Compétition  |
| 14 décembre 2007 | Hamilton   | Bermudes - Saint-Christophe-et-Niévès | 1-2   | Match amical |
| 16 décembre 2007 | Hamilton   | Bermudes - Saint-Christophe-et-Niévès | 4-2   | Match amical |
| 21 février 2016  | Basseterre | Saint-Christophe-et-Niévès - Bermudes | 3-0   | Match amical |

#### Bilan
- Total de matchs disputés : 3
- Victoires de Saint-Christophe-et-Niévès : 2
- Victoires des Bermudes : 1
- Matchs nuls : 0
- Total de buts marqués par Saint-Christophe-et-Niévès : 7
- Total de buts marqués par les Bermudes : 5

## C

### Canada
Confrontations entre Saint-Christophe-et-Niévès et le Canada:
| # | Date             | Lieu       | Match                               | Score | Compétition                                          |
| - | ---------------- | ---------- | ----------------------------------- | ----- | ---------------------------------------------------- |
| 1 | 11 novembre 2011 | Basseterre | Saint-Christophe-et-Niévès - Canada | 0-0   | Qualifications pour la Coupe du monde 2014 (2e tour) |
| 2 | 15 novembre 2011 | Toronto    | Canada - Saint-Christophe-et-Niévès | 4-0   | Qualifications pour la Coupe du monde 2014 (2e tour) |
| 3 | 18 novembre 2018 | Basseterre | Saint-Christophe-et-Niévès - Canada | 0-1   | Qualifications pour la Gold Cup 2019                 |

#### Bilan
Au 24 juin 2023 :
- Total de matchs disputés : 3
- Victoires du Canada : 2
- Matchs nuls : 1
- Victoires de Saint-Christophe-et-Niévès : 0
- Total de buts marqués par le Canada : 5
- Total de buts marqués par Saint-Christophe-et-Niévès : 0

### Cuba
Confrontations entre Saint-Christophe-et-Niévès et Cuba :
| # | Date           | Lieu       | Match                             | Score | Compétition                       |
| - | -------------- | ---------- | --------------------------------- | ----- | --------------------------------- |
| 1 | 4 octobre 1997 | Basseterre | Saint-Christophe-et-Niévès - Cuba | 0-2   | Gold Cup 1998 (Tour préliminaire) |
| 2 | 8 juin 1999    | Macoya     | Cuba - Saint-Christophe-et-Niévès | 2-0   | Coupe caribéenne 1999 (Groupe 2)  |
| 3 | 18 mai 2001    | Macoya     | Cuba - Saint-Christophe-et-Niévès | 1-1   | Coupe caribéenne 2001 (Groupe 2)  |

#### Bilan
- Total de matchs disputés : 3
- Victoires de Saint-Christophe-et-Niévès : 0
- Victoires de Cuba : 2
- Matchs nuls : 1
- Total de buts marqués par Saint-Christophe-et-Niévès : 1
- Total de buts marqués par Cuba : 5

### Curaçao
Confrontations entre Saint-Christophe-et-Niévès et Curaçao :
| # | Date         | Lieu            | Match                                | Score         | Compétition                                     |
| - | ------------ | --------------- | ------------------------------------ | ------------- | ----------------------------------------------- |
| 1 | 16 juin 2023 | Fort Lauderdale | Curaçao - Saint-Christophe-et-Niévès | 1-1 (2-3) tab | Qualifications pour la Gold Cup 2023 (1er tour) |

#### Bilan
- Total de matchs disputés : 1
- Victoires de Saint-Christophe-et-Niévès : 0
- Victoires de Curaçao : 0
- Matchs nuls : 1
- Total de buts marqués par Saint-Christophe-et-Niévès : 1
- Total de buts marqués par Curaçao : 1

## D

### Dominique
Confrontations entre Saint-Christophe-et-Niévès et la Dominique :
| # | Date              | Lieu       | Match                                  | Score | Compétition                                             |
| - | ----------------- | ---------- | -------------------------------------- | ----- | ------------------------------------------------------- |
| 1 | 24 novembre 1985  | Basseterre | Saint-Christophe-et-Niévès - Dominique | 2-1   | Match amical                                            |
| 2 | 1er décembre 1985 | Roseau     | Dominique - Saint-Christophe-et-Niévès | 0-1   | Match amical                                            |
| 3 | 25 février 1994   | Basseterre | Saint-Christophe-et-Niévès - Dominique | 2-3   | Coupe caribéenne 1994 (Tour préliminaire)               |
| 4 | 3 avril 1998      | Basseterre | Saint-Christophe-et-Niévès - Dominique | 1-2   | Coupe caribéenne 1998 (1er tour)                        |
| 5 | 5 septembre 2014  | Basseterre | Saint-Christophe-et-Niévès - Dominique | 5-0   | Qualifications pour la Coupe caribéenne 2014 (1er tour) |

#### Bilan
- Total de matchs disputés : 5
- Victoires de Saint-Christophe-et-Niévès : 3
- Victoires de la Dominique : 2
- Matchs nuls : 0
- Total de buts marqués par Saint-Christophe-et-Niévès : 11
- Total de buts marqués par  la Dominique : 6

## E

### Estonie
Confrontations entre Saint-Christophe-et-Niévès et l'Estonie :
| # | Date             | Lieu       | Match                                | Score | Compétition  |
| - | ---------------- | ---------- | ------------------------------------ | ----- | ------------ |
| 1 | 17 novembre 2015 | Tallinn    | Estonie - Saint-Christophe-et-Niévès | 3-0   | Match amical |
| 2 | 19 novembre 2016 | Basseterre | Saint-Christophe-et-Niévès - Estonie | 1-1   | Match amical |

#### Bilan
- Total de matchs disputés : 2
- Victoires de Saint-Christophe-et-Niévès : 0
- Victoires de l'Estonie : 1
- Matchs nuls : 1
- Total de buts marqués par Saint-Christophe-et-Niévès : 1
- Total de buts marqués par l'Estonie : 4

## G

### Géorgie
Confrontations entre Saint-Christophe-et-Niévès et la Géorgie :
| # | Date        | Lieu     | Match                                | Score | Compétition  |
| - | ----------- | -------- | ------------------------------------ | ----- | ------------ |
| 1 | 7 juin 2017 | Tbilissi | Géorgie - Saint-Christophe-et-Niévès | 3-0   | Match amical |

#### Bilan
- Total de matchs disputés : 1
- Victoires de Saint-Christophe-et-Niévès : 0
- Victoires de la Géorgie : 1
- Matchs nuls : 0
- Total de buts marqués par Saint-Christophe-et-Niévès : 0
- Total de buts marqués par la Géorgie : 3

### Grenade
Confrontations entre Saint-Christophe-et-Niévès et la Grenade :
| #  | Date             | Lieu          | Match                                | Score  | Compétition                                      |
| -- | ---------------- | ------------- | ------------------------------------ | ------ | ------------------------------------------------ |
| 1  | 18 août 1938     | Basseterre    | Saint-Christophe-et-Niévès - Grenade | 2-4    | Match amical                                     |
| 2  | 7 mai 1989       | Saint-Georges | Grenade - Saint-Christophe-et-Niévès | 2-1    | Coupe caribéenne 1989 (Tour préliminaire)        |
| 3  | 10 juillet 1997  | Basseterre    | Saint-Christophe-et-Niévès - Grenade | 2-1 ap | Coupe caribéenne 1997 (Demi-finale)              |
| 4  | 19 janvier 2002  | Basseterre    | Saint-Christophe-et-Niévès - Grenade | 1-1    | Match amical                                     |
| 5  | 24 octobre 2010  | Saint-Georges | Grenade - Saint-Christophe-et-Niévès | 2-0    | Coupe caribéenne 2010 (2e tour)                  |
| 6  | 27 mars 2011     | Basseterre    | Saint-Christophe-et-Niévès - Grenade | 0-0    | Match amical                                     |
| 7  | 2 avril 2011     | Saint-Georges | Grenade - Saint-Christophe-et-Niévès | 0-1    | Match amical                                     |
| 8  | 2 décembre 2017  | Basseterre    | Saint-Christophe-et-Niévès - Grenade | 1-0    | Match amical                                     |
| 9  | 5 septembre 2019 | Saint-Georges | Grenade - Saint-Christophe-et-Niévès | 2-1    | Ligue des nations 2019-2020 (Ligue B - Groupe A) |
| 10 | 14 novembre 2019 | Basseterre    | Saint-Christophe-et-Niévès - Grenade | 0-0    | Ligue des nations 2019-2020 (Ligue B - Groupe A) |

#### Bilan
- Total de matchs disputés : 10
- Victoires de Saint-Christophe-et-Niévès : 3
- Victoires de la Grenade : 4
- Matchs nuls : 3
- Total de buts marqués par Saint-Christophe-et-Niévès : 9
- Total de buts marqués par  la Grenade : 12

### Guadeloupe
Confrontations entre Saint-Christophe-et-Niévès et la Guadeloupe :
| # | Date            | Lieu            | Match                                   | Score | Compétition                               |
| - | --------------- | --------------- | --------------------------------------- | ----- | ----------------------------------------- |
| 1 | 19 mai 1990     | Basseterre      | Saint-Christophe-et-Niévès - Guadeloupe | 2-0   | Coupe caribéenne 1990 (Tour préliminaire) |
| 2 | 5 avril 1998    | Basseterre      | Saint-Christophe-et-Niévès - Guadeloupe | 2-1   | Coupe caribéenne 1998 (Tour préliminaire) |
| 3 | 2 mars 2010     | Vieux-Habitants | Guadeloupe - Saint-Christophe-et-Niévès | 2-1   | Match amical                              |
| 4 | 3 avril 2010    | Basseterre      | Saint-Christophe-et-Niévès - Guadeloupe | 3-0   | Match amical                              |
| 5 | 22 octobre 2010 | Saint-Georges   | Saint-Christophe-et-Niévès - Guadeloupe | 1-2   | Coupe caribéenne 2010 (2e tour)           |

#### Bilan
- Total de matchs disputés : 5
- Victoires de Saint-Christophe-et-Niévès : 3
- Victoires de la Guadeloupe : 2
- Matchs nuls : 0
- Total de buts marqués par Saint-Christophe-et-Niévès : 9
- Total de buts marqués par la Guadeloupe : 5

### Guyana
Confrontations entre Saint-Christophe-et-Niévès et le Guyana :
| # | Date             | Lieu       | Match                               | Score | Compétition                                             |
| - | ---------------- | ---------- | ----------------------------------- | ----- | ------------------------------------------------------- |
| 1 | 5 novembre 2008  | Macoya     | Guyana - Saint-Christophe-et-Niévès | 1-1   | Coupe caribéenne 2008 (2e tour)                         |
| 2 | 7 septembre 2014 | Basseterre | Saint-Christophe-et-Niévès - Guyana | 2-0   | Qualifications pour la Coupe caribéenne 2014 (1er tour) |
| 3 | 4 juin 2021      | Basseterre | Saint-Christophe-et-Niévès - Guyana | 3-0   | Qualifications pour la Coupe du monde 2022 (1er tour)   |

#### Bilan
- Total de matchs disputés : 3
- Victoires de Saint-Christophe-et-Niévès : 2
- Victoires du Guyana : 0
- Matchs nuls : 1
- Total de buts marqués par Saint-Christophe-et-Niévès : 6
- Total de buts marqués par Guyana : 1

### Guyane
Confrontations entre Saint-Christophe-et-Niévès et la Guyane :
| # | Date             | Lieu            | Match                               | Score         | Compétition                                            |
| - | ---------------- | --------------- | ----------------------------------- | ------------- | ------------------------------------------------------ |
| 1 | 23 avril 1989    | Basseterre      | Saint-Christophe-et-Niévès - Guyane | 1-0           | Coupe caribéenne 1989 (Tour préliminaire)              |
| 2 | 14 octobre 2012  | Basseterre      | Saint-Christophe-et-Niévès - Guyane | 0-3           | Coupe caribéenne 2012 (1er tour)                       |
| 3 | 10 octobre 2014  | Port-au-Prince  | Guyane - Saint-Christophe-et-Niévès | 1-2           | Qualifications pour la Coupe caribéenne 2014 (2e tour) |
| 4 | 8 octobre 2016   | Cayenne         | Guyane - Saint-Christophe-et-Niévès | 1-0           | Qualifications pour la Coupe caribéenne 2017 (3e tour) |
| 5 | 8 septembre 2019 | Basseterre      | Saint-Christophe-et-Niévès - Guyane | 2-2           | Ligue des nations 2019-2020 (Ligue B - Groupe A)       |
| 6 | 17 novembre 2019 | Remire-Montjoly | Guyane - Saint-Christophe-et-Niévès | 3-1           | Ligue des nations 2019-2020 (Ligue B - Groupe A)       |
| 7 | 20 juin 2023     | Fort Lauderdale | Saint-Christophe-et-Niévès - Guyane | 1-1 (4-2) tab | Qualifications pour la Gold Cup 2023 (2e tour)         |

#### Bilan
- Total de matchs disputés : 7
- Victoires de Saint-Christophe-et-Niévès : 2
- Victoires de la Guyane : 3
- Matchs nuls : 1
- Total de buts marqués par Saint-Christophe-et-Niévès : 7
- Total de buts marqués par la Guyane : 11

## H

### Haïti
Confrontations entre Saint-Christophe-et-Niévès et Haïti :
| # | Date             | Lieu            | Match                              | Score  | Compétition                                            |
| - | ---------------- | --------------- | ---------------------------------- | ------ | ------------------------------------------------------ |
| 1 | 6 juin 1999      | Macoya          | Haïti - Saint-Christophe-et-Niévès | 2-0    | Coupe caribéenne 1999 (Groupe 2)                       |
| 2 | 16 mai 2001      | Macoya          | Haïti - Saint-Christophe-et-Niévès | 7-2    | Coupe caribéenne 2001 (Groupe 2)                       |
| 3 | 29 juillet 2003  | Basseterre      | Saint-Christophe-et-Niévès - Haïti | 1-0    | Match amical                                           |
| 4 | 12 décembre 2004 | Fort Lauderdale | Haïti - Saint-Christophe-et-Niévès | 1-0    | Coupe caribéenne 2005 (1er tour)                       |
| 5 | 15 décembre 2004 | Basseterre      | Saint-Christophe-et-Niévès - Haïti | 0-2    | Coupe caribéenne 2005 (1er tour)                       |
| 6 | 12 octobre 2014  | Port-au-Prince  | Haïti - Saint-Christophe-et-Niévès | 0-0    | Qaulifications pour la Coupe caribéenne 2014 (2e tour) |
| 7 | 13 novembre 2016 | Basseterre      | Saint-Christophe-et-Niévès - Haïti | 0-2 ap | Qaulifications pour la Coupe caribéenne 2017 (3e tour) |

#### Bilan
- Total de matchs disputés : 7
- Victoires de Saint-Christophe-et-Niévès : 1
- Victoires d'Haïti : 5
- Matchs nuls : 1
- Total de buts marqués par Saint-Christophe-et-Niévès : 3
- Total de buts marqués par Haïti : 14

## I

### Îles Caïmans
Confrontations entre Saint-Christophe-et-Niévès et les Îles Caïmans :
| # | Date        | Lieu       | Match                                     | Score | Compétition                               |
| - | ----------- | ---------- | ----------------------------------------- | ----- | ----------------------------------------- |
| 1 | 12 mai 1991 | Basseterre | Saint-Christophe-et-Niévès - Îles Caïmans | 1-1   | Coupe caribéenne 1991 (Tour préliminaire) |

#### Bilan
- Total de matchs disputés : 1
- Victoires de Saint-Christophe-et-Niévès : 0
- Victoires des Îles Caïmans : 0
- Matchs nuls : 1
- Total de buts marqués par Saint-Christophe-et-Niévès : 1
- Total de buts marqués par les Îles Caïmans : 1

### Îles Turques-et-Caïques
Confrontations entre Saint-Christophe-et-Niévès et les Îles Turques-et-Caïques :
| # | Date         | Lieu           | Match                                                | Score | Compétition                                           |
| - | ------------ | -------------- | ---------------------------------------------------- | ----- | ----------------------------------------------------- |
| 1 | 18 mars 2000 | Basseterre     | Saint-Christophe-et-Niévès - Îles Turques-et-Caïques | 8-0   | Qualifications pour la Coupe du monde 2002 (1er tour) |
| 2 | 21 mars 2000 | Basseterre     | Îles Turques-et-Caïques - Saint-Christophe-et-Niévès | 0-6   | Qualifications pour la Coupe du monde 2002 (1er tour) |
| 3 | 23 mars 2015 | Basseterre     | Saint-Christophe-et-Niévès - Îles Turques-et-Caïques | 6-2   | Qualifications pour la Coupe du monde 2018 (1er tour) |
| 4 | 26 mars 2015 | Providenciales | Îles Turques-et-Caïques - Saint-Christophe-et-Niévès | 2-6   | Qualifications pour la Coupe du monde 2018 (1er tour) |

#### Bilan
- Total de matchs disputés : 4
- Victoires de Saint-Christophe-et-Niévès : 4
- Victoires des Îles Turques-et-Caïques : 0
- Matchs nuls : 0
- Total de buts marqués par le Saint-Christophe-et-Niévès : 26
- Total de buts marqués par les Îles Turques-et-Caïques : 4

### Îles Vierges britanniques
Confrontations entre Saint-Christophe-et-Niévès et les Îles Vierges britanniques :
| # | Date              | Lieu       | Match                                                  | Score | Compétition                               |
| - | ----------------- | ---------- | ------------------------------------------------------ | ----- | ----------------------------------------- |
| 1 | 14 mai 1991       | Basseterre | Saint-Christophe-et-Niévès - Îles Vierges britanniques | 0-0   | Coupe caribéenne 1991 (Tour préliminaire) |
| 2 | 15 avril 1992     | Basseterre | Saint-Christophe-et-Niévès - Îles Vierges britanniques | 4-0   | Coupe caribéenne 1992 (Tour préliminaire) |
| 3 | 2 avril 1993      | Basseterre | Saint-Christophe-et-Niévès - Îles Vierges britanniques | 5-1   | Coupe caribéenne 1993 (Tour préliminaire) |
| 4 | 1er avril 1998    | Basseterre | Saint-Christophe-et-Niévès - Îles Vierges britanniques | 4-0   | Coupe caribéenne 1998 (Tour préliminaire) |
| 5 | 20 mars 2004      | Basseterre | Saint-Christophe-et-Niévès - Îles Vierges britanniques | 4-0   | Match amical                              |
| 6 | 24 septembre 2008 | Basseterre | Saint-Christophe-et-Niévès - Îles Vierges britanniques | 4-0   | Coupe caribéenne 2008 (1er tour)          |

#### Bilan
- Total de matchs disputés : 6
- Victoires de Saint-Christophe-et-Niévès : 5
- Victoires des Îles Vierges britanniques : 0
- Matchs nuls : 1
- Total de buts marqués par Saint-Christophe-et-Niévès : 21
- Total de buts marqués par les Îles Vierges britanniques : 1

### Îles Vierges des États-Unis
Confrontations entre Saint-Christophe-et-Niévès et les Îles Vierges des États-Unis :
| # | Date            | Lieu             | Match                                                    | Score | Compétition                                                       |
| - | --------------- | ---------------- | -------------------------------------------------------- | ----- | ----------------------------------------------------------------- |
| 1 | 18 février 2004 | Charlotte-Amélie | Îles Vierges des États-Unis - Saint-Christophe-et-Niévès | 0-4   | Qualifications pour la Coupe du monde 2006 (1er tour - 1re phase) |
| 2 | 31 mars 2004    | Basseterre       | Saint-Christophe-et-Niévès - Îles Vierges des États-Unis | 7-0   | Qualifications pour la Coupe du monde 2006 (1er tour - 1re phase) |

#### Bilan
- Total de matchs disputés : 2
- Victoires de Saint-Christophe-et-Niévès : 2
- Victoires des Îles Vierges des États-Unis : 0
- Matchs nuls : 0
- Total de buts marqués par Saint-Christophe-et-Niévès : 11
- Total de buts marqués par les Îles Vierges des États-Unis : 0

### Inde
Confrontations entre Saint-Christophe-et-Niévès et l'Inde :
| # | Date         | Lieu   | Match                             | Score | Compétition  |
| - | ------------ | ------ | --------------------------------- | ----- | ------------ |
| 1 | 24 août 2017 | Bombay | Inde - Saint-Christophe-et-Niévès | 1-1   | Match amical |

#### Bilan
- Total de matchs disputés : 1
- Victoires de Saint-Christophe-et-Niévès : 0
- Victoires de l'Inde : 0
- Matchs nuls : 1
- Total de buts marqués par Saint-Christophe-et-Niévès : 1
- Total de buts marqués par l'Inde : 1

### Irlande du Nord
Confrontations entre Saint-Christophe-et-Niévès et l'Irlande du Nord :
| # | Date        | Lieu       | Match                                        | Score | Compétition  |
| - | ----------- | ---------- | -------------------------------------------- | ----- | ------------ |
| 1 | 2 juin 2004 | Basseterre | Saint-Christophe-et-Niévès - Irlande du Nord | 0-2   | Match amical |

#### Bilan
- Total de matchs disputés : 1
- Victoires de Saint-Christophe-et-Niévès : 0
- Victoires de l'Irlande du Nord : 1
- Matchs nuls : 0
- Total de buts marqués par Saint-Christophe-et-Niévès : 0
- Total de buts marqués par l'Irlande du Nord : 2

## J

### Jamaïque
Confrontations entre Saint-Christophe-et-Niévès et la Jamaïque :
| #  | Date            | Lieu       | Match                                 | Score | Compétition                      |
| -- | --------------- | ---------- | ------------------------------------- | ----- | -------------------------------- |
| 1  | 3 juin 1979     | Kingston   | Jamaïque - Saint-Christophe-et-Niévès | 2-1   | Coupe caribéenne 1979 (1er tour) |
| 2  | 17 juin 1979    | Basseterre | Saint-Christophe-et-Niévès - Jamaïque | 1-2   | Coupe caribéenne 1979 (1er tour) |
| 3  | 29 avril 1990   | Kingston   | Jamaïque - Saint-Christophe-et-Niévès | 3-0   | Coupe caribéenne 1990 (2e tour)  |
| 4  | 21 mai 1993     | Kingston   | Jamaïque - Saint-Christophe-et-Niévès | 4-1   | Coupe caribéenne 1993 (Groupe A) |
| 5  | 6 décembre 1995 | Basseterre | Saint-Christophe-et-Niévès - Jamaïque | 0-3   | Match amical                     |
| 6  | 26 mai 1996     | Palo Seco  | Jamaïque - Saint-Christophe-et-Niévès | 4-1   | Coupe caribéenne 1996 (Groupe A) |
| 7  | 29 octobre 1997 | Basseterre | Saint-Christophe-et-Niévès - Jamaïque | 1-1   | Match amical                     |
| 8  | 30 juillet 2001 | Basseterre | Saint-Christophe-et-Niévès - Jamaïque | 0-0   | Match amical                     |
| 9  | 16 août 2009    | Basseterre | Saint-Christophe-et-Niévès - Jamaïque | 0-1   | Match amical                     |
| 10 | 26 avril 2018   | Basseterre | Saint-Christophe-et-Niévès - Jamaïque | 1-3   | Match amical                     |

#### Bilan
- Total de matchs disputés : 10
- Victoires de Saint-Christophe-et-Niévès : 0
- Victoires de la Jamaïque : 8
- Matchs nuls : 2
- Total de buts marqués par Saint-Christophe-et-Niévès : 6
- Total de buts marqués par la Jamaïque : 23

## M

### Martinique
Confrontations entre Saint-Christophe-et-Niévès et la Martinique :
| # | Date            | Lieu           | Match                                   | Score            | Compétition                               |
| - | --------------- | -------------- | --------------------------------------- | ---------------- | ----------------------------------------- |
| 1 | 25 mai 1983     | Fort-de-France | Martinique - Saint-Christophe-et-Niévès | 7-0              | Coupe caribéenne 1983 (Tour préliminaire) |
| 2 | 5 juin 1983     | Basseterre     | Saint-Christophe-et-Niévès - Martinique | 0-5              | Coupe caribéenne 1983 (Tour préliminaire) |
| 3 | 28 mai 1993     | Montego Bay    | Martinique - Saint-Christophe-et-Niévès | 1-1 ap (4-3) tab | Coupe caribéenne 1993 (Demi-finale)       |
| 4 | 6 juillet 1997  | Basseterre     | Saint-Christophe-et-Niévès - Martinique | 2-0              | Coupe caribéenne 1997 (Groupe B)          |
| 5 | 18 avril 1999   | Kingstown      | Martinique - Saint-Christophe-et-Niévès | 2-1              | Coupe caribéenne 1999 (1er tour)          |
| 6 | 28 juillet 2001 | Basseterre     | Saint-Christophe-et-Niévès - Martinique | 4-2              | Match amical                              |
| 7 | 3 novembre 2002 | Fort-de-France | Martinique - Saint-Christophe-et-Niévès | 2-1              | Match amical                              |

#### Bilan
- Total de matchs disputés : 7
- Victoires de Saint-Christophe-et-Niévès : 2
- Victoires de la Martinique : 4
- Matchs nuls : 1
- Total de buts marqués par Saint-Christophe-et-Niévès : 9
- Total de buts marqués par la Martinique : 19

### Maurice
Confrontations Saint-Christophe-et-Niévès et Maurice :
| # | Date         | Lieu   | Match                                | Score | Compétition  |
| - | ------------ | ------ | ------------------------------------ | ----- | ------------ |
| 1 | 22 août 2017 | Bombay | Saint-Christophe-et-Niévès - Maurice | 1-1   | Match amical |

#### Bilan
- Total de matchs disputés : 1
- Victoires de Saint-Christophe-et-Niévès : 0
- Victoires de Maurice : 0
- Matchs nuls : 1
- Total de buts marqués par Saint-Christophe-et-Niévès : 1
- Total de buts marqués par Maurice : 1

### Mexique
Confrontations entre Saint-Christophe-et-Niévès et le Mexique :
| # | Date             | Lieu      | Match                                | Score | Compétition                                          |
| - | ---------------- | --------- | ------------------------------------ | ----- | ---------------------------------------------------- |
| 1 | 13 novembre 2004 | Miami     | Saint-Christophe-et-Niévès - Mexique | 0-5   | Qualifications pour la Coupe du monde 2006 (2e tour) |
| 2 | 17 novembre 2004 | Monterrey | Mexique - Saint-Christophe-et-Niévès | 8-0   | Qualifications pour la Coupe du monde 2006 (2e tour) |

#### Bilan
- Total de matchs disputés : 2
- Victoires de Saint-Christophe-et-Niévès : 0
- Victoires du Mexique : 2
- Matchs nuls : 0
- Total de buts marqués par Saint-Christophe-et-Niévès : 0
- Total de buts marqués par le Mexique : 13

### Montserrat
Confrontations entre Saint-Christophe-et-Niévès et Montserrat :
| # | Date            | Lieu       | Match                                   | Score | Compétition                               |
| - | --------------- | ---------- | --------------------------------------- | ----- | ----------------------------------------- |
| 1 | 4 février 1950  |            | Saint-Christophe-et-Niévès - Montserrat | 3-1   | Match amical                              |
| 2 | 8 février 1952  |            | Saint-Christophe-et-Niévès - Montserrat | 2-3   | Match amical                              |
| 3 | 17 avril 1992   | Basseterre | Saint-Christophe-et-Niévès - Montserrat | 10-0  | Coupe caribéenne 1992 (Tour préliminaire) |
| 4 | 23 février 1994 | Basseterre | Saint-Christophe-et-Niévès - Montserrat | 9-1   | Coupe caribéenne 1994 (Tour préliminaire) |
| 5 | 31 octobre 2004 | Basseterre | Saint-Christophe-et-Niévès - Montserrat | 6-1   | Coupe caribéenne 2005 (Tour préliminaire) |
| 6 | 10 octobre 2010 | Kingstown  | Saint-Christophe-et-Niévès - Montserrat | 4-0   | Coupe caribéenne 2010 (1er tour)          |

#### Bilan
- Total de matchs disputés : 6
- Victoires de Saint-Christophe-et-Niévès : 5
- Victoires de Montserrat : 1
- Matchs nuls : 0
- Total de buts marqués par Saint-Christophe-et-Niévès : 35
- Total de buts marqués par Montserrat : 5

## N

### Nicaragua
Confrontations entre Saint-Christophe-et-Niévès et le Nicaragua :
| # | Date         | Lieu    | Match                                  | Score | Compétition  |
| - | ------------ | ------- | -------------------------------------- | ----- | ------------ |
| 1 | 31 août 2016 | Managua | Nicaragua - Saint-Christophe-et-Niévès | 0-0   | Match amical |

#### Bilan
- Total de matchs disputés : 1
- Victoires de Saint-Christophe-et-Niévès : 0
- Victoires du Nicaragua : 0
- Matchs nuls : 1
- Total de buts marqués par Saint-Christophe-et-Niévès : 0
- Total de buts marqués par le Nicaragua : 0

## P

### Porto Rico
Confrontations entre Saint-Christophe-et-Niévès et Porto Rico :
| # | Date             | Lieu          | Match                                   | Score | Compétition                                           |
| - | ---------------- | ------------- | --------------------------------------- | ----- | ----------------------------------------------------- |
| 1 | 23 mai 1993      | Kingston      | Saint-Christophe-et-Niévès - Porto Rico | 1-0   | Coupe caribéenne 1993 (Groupe A)                      |
| 2 | 5 mai 2001       | Basseterre    | Saint-Christophe-et-Niévès - Porto Rico | 2-0   | Match amical                                          |
| 3 | 6 mai 2001       | Basseterre    | Saint-Christophe-et-Niévès - Porto Rico | 4-1   | Match amical                                          |
| 4 | 26 octobre 2010  | Saint-Georges | Porto Rico - Saint-Christophe-et-Niévès | 0-1   | Coupe caribéenne 2010 (2e tour)                       |
| 5 | 2 septembre 2011 | Basseterre    | Saint-Christophe-et-Niévès - Porto Rico | 0-0   | Qualifications pour la Coupe du monde 2014 (2e tour)  |
| 6 | 7 octobre 2011   | Bayamón       | Porto Rico - Saint-Christophe-et-Niévès | 1-1   | Qualifications pour la Coupe du monde 2014 (2e tour)  |
| 7 | 9 septembre 2018 | Basseterre    | Saint-Christophe-et-Niévès - Porto Rico | 1-0   | Qualifications pour la Gold Cup 2019                  |
| 8 | 24 mars 2021     | San Cristóbal | Saint-Christophe-et-Niévès - Porto Rico | 1-0   | Qualifications pour la Coupe du monde 2022 (1er tour) |

#### Bilan
- Total de matchs disputés : 8
- Victoires de Saint-Christophe-et-Niévès : 6
- Victoires de Porto Rico : 0
- Matchs nuls : 2
- Total de buts marqués par Saint-Christophe-et-Niévès : 11
- Total de buts marqués par Porto Rico : 2

## R

### République dominicaine
Confrontations entre Saint-Christophe-et-Niévès et la République dominicaine :
| # | Date          | Lieu                       | Match                                               | Score | Compétition                               |
| - | ------------- | -------------------------- | --------------------------------------------------- | ----- | ----------------------------------------- |
| 1 | 6 avril 1993  | Basseterre                 | Saint-Christophe-et-Niévès - République dominicaine | 2-2   | Coupe caribéenne 1993 (Tour préliminaire) |
| 2 | 1er mars 2001 | Saint John's               | Saint-Christophe-et-Niévès - République dominicaine | 2-1   | Coupe caribéenne 2001 (Tour préliminaire) |
| 3 | 25 mars 2018  | Santiago de los Caballeros | République dominicaine - Saint-Christophe-et-Niévès | 2-1   | Match amical                              |

#### Bilan
- Total de matchs disputés : 3
- Victoires de Saint-Christophe-et-Niévès : 1
- Victoires de la République dominicaine : 1
- Matchs nuls : 1
- Total de buts marqués par Saint-Christophe-et-Niévès : 5
- Total de buts marqués par la République dominicaine : 5

## S

### Saint-Martin
Confrontations entre Saint-Christophe-et-Niévès et Saint-Martin :
| # | Date            | Lieu       | Match                                     | Score | Compétition                                      |
| - | --------------- | ---------- | ----------------------------------------- | ----- | ------------------------------------------------ |
| 1 | 27 mai 1990     | Basseterre | Saint-Christophe-et-Niévès - Saint-Martin | 1-0   | Coupe caribéenne 1990 (Tour préliminaire)        |
| 2 | 25 février 2006 | Basseterre | Saint-Christophe-et-Niévès - Saint-Martin | 6-1   | Match amical                                     |
| 3 | 14 octobre 2018 | The Valley | Saint-Martin - Saint-Christophe-et-Niévès | 0-10  | Qualifications pour la Gold Cup 2019             |
| 4 | 12 juin 2022    | Basseterre | Saint-Christophe-et-Niévès - Saint-Martin | 1-1   | Ligue des nations 2022-2023 (Ligue C - Groupe B) |
| 5 | 23 mars 2023    | The Valley | Saint-Martin - Saint-Christophe-et-Niévès | 1-3   | Ligue des nations 2022-2023 (Ligue C - Groupe B) |

#### Bilan
- Total de matchs disputés : 5
- Victoires de Saint-Christophe-et-Niévès : 4
- Victoires de Saint-Martin : 0
- Matchs nuls : 1
- Total de buts marqués par Saint-Christophe-et-Niévès : 21
- Total de buts marqués par Saint-Martin : 3

### Saint-Vincent-et-les-Grenadines
Confrontations entre Saint-Christophe-et-Niévès et Saint-Vincent-et-les-Grenadines :
| #  | Date              | Lieu       | Match                                                        | Score | Compétition                                            |
| -- | ----------------- | ---------- | ------------------------------------------------------------ | ----- | ------------------------------------------------------ |
| 1  | 23 juin 1996      | Basseterre | Saint-Christophe-et-Niévès - Saint-Vincent-et-les-Grenadines | 2-2   | Qualifications pour la Coupe du monde 1998 (1er tour)  |
| 2  | 30 juin 1996      | Kingstown  | Saint-Vincent-et-les-Grenadines - Saint-Christophe-et-Niévès | 0-0   | Qualifications pour la Coupe du monde 1998 (1er tour)  |
| 3  | 5 mars 1998       | Kingstown  | Saint-Vincent-et-les-Grenadines - Saint-Christophe-et-Niévès | 4-2   | Match amical                                           |
| 4  | 17 avril 1999     | Kingstown  | Saint-Vincent-et-les-Grenadines - Saint-Christophe-et-Niévès | 3-4   | Coupe caribéenne 1999 (1er tour)                       |
| 5  | 16 avril 2000     | Kingstown  | Saint-Vincent-et-les-Grenadines - Saint-Christophe-et-Niévès | 1-0   | Qualifications pour la Coupe du monde 2002 (1er tour)  |
| 6  | 22 avril 2000     | Basseterre | Saint-Christophe-et-Niévès - Saint-Vincent-et-les-Grenadines | 1-2   | Qualifications pour la Coupe du monde 2002 (1er tour)  |
| 7  | 23 mai 2004       | Basseterre | Saint-Christophe-et-Niévès - Saint-Vincent-et-les-Grenadines | 3-2   | Match amical                                           |
| 8  | 10 septembre 2004 | Kingstown  | Saint-Vincent-et-les-Grenadines - Saint-Christophe-et-Niévès | 1-0   | Qualifications pour la Coupe du monde 2006 (2e tour)   |
| 9  | 13 octobre 2004   | Basseterre | Saint-Christophe-et-Niévès - Saint-Vincent-et-les-Grenadines | 0-3   | Qualifications pour la Coupe du monde 2006 (2e tour)   |
| 10 | 5 septembre 2009  | Kingstown  | Saint-Vincent-et-les-Grenadines - Saint-Christophe-et-Niévès | 0-3   | Match amical                                           |
| 11 | 20 septembre 2009 | Basseterre | Saint-Christophe-et-Niévès - Saint-Vincent-et-les-Grenadines | 1-1   | Match amical                                           |
| 12 | 8 octobre 2010    | Kingstown  | Saint-Vincent-et-les-Grenadines - Saint-Christophe-et-Niévès | 1-1   | Coupe caribéenne 2010 (1er tour)                       |
| 13 | 7 juin 2016       | Kingstown  | Saint-Vincent-et-les-Grenadines - Saint-Christophe-et-Niévès | 0-1   | Qualifications pour la Coupe caribéenne 2017 (2e tour) |

#### Bilan
- Total de matchs disputés : 13
- Victoires de Saint-Christophe-et-Niévès : 4
- Victoires de Saint-Vincent-et-les-Grenadines : 5
- Matchs nuls : 4
- Total de buts marqués par Saint-Christophe-et-Niévès : 18
- Total de buts marqués par Saint-Vincent-et-les-Grenadines : 20

### Sainte-Lucie
Confrontations entre Saint-Christophe-et-Niévès et Sainte-Lucie :
| #  | Date             | Lieu       | Match                                     | Score | Compétition                                             |
| -- | ---------------- | ---------- | ----------------------------------------- | ----- | ------------------------------------------------------- |
| 1  | 5 mai 1996       | Basseterre | Saint-Christophe-et-Niévès - Sainte-Lucie | 5-1   | Qualifications pour la Coupe du monde 1998 (1er tour)   |
| 2  | 19 mai 1996      | Castries   | Sainte-Lucie - Saint-Christophe-et-Niévès | 0-1   | Qualifications pour la Coupe du monde 1998 (1er tour)   |
| 3  | 3 mars 1998      | Castries   | Sainte-Lucie - Saint-Christophe-et-Niévès | 2-0   | Match amical                                            |
| 4  | 20 avril 1999    | Kingstown  | Saint-Christophe-et-Niévès - Sainte-Lucie | 4-3   | Coupe caribéenne 1999 (2e tour)                         |
| 5  | 2 février 2000   | Basseterre | Saint-Christophe-et-Niévès - Sainte-Lucie | 0-1   | Match amical                                            |
| 6  | 19 février 2001  | Basseterre | Saint-Christophe-et-Niévès - Sainte-Lucie | 2-0   | Match amical                                            |
| 7  | 13 novembre 2002 | Macoya     | Saint-Christophe-et-Niévès - Sainte-Lucie | 2-1   | Qualifications pour la Gold Cup 2003 (2e tour)          |
| 8  | 2 novembre 2004  | Basseterre | Saint-Christophe-et-Niévès - Sainte-Lucie | 1-1   | Coupe caribéenne 2005 (Tour préliminaire)               |
| 9  | 6 septembre 2011 | Gros Islet | Sainte-Lucie - Saint-Christophe-et-Niévès | 2-4   | Qualifications pour la Coupe du monde 2014 (2e tour)    |
| 10 | 11 octobre 2011  | Basseterre | Saint-Christophe-et-Niévès - Sainte-Lucie | 1-1   | Qualifications pour la Coupe du monde 2014 (2e tour)    |
| 11 | 3 septembre 2014 | Basseterre | Saint-Christophe-et-Niévès - Sainte-Lucie | 0-0   | Qualifications pour la Coupe caribéenne 2014 (1er tour) |

#### Bilan
- Total de matchs disputés : 11
- Victoires de Saint-Christophe-et-Niévès : 6
- Victoires de Sainte-Lucie : 2
- Matchs nuls : 3
- Total de buts marqués par Saint-Christophe-et-Niévès : 19
- Total de buts marqués par Sainte-Lucie : 11

### Salvador
Confrontations entre Saint-Christophe-et-Niévès et le Salvador :
| # | Date         | Lieu         | Match                                 | Score | Compétition                                          |
| - | ------------ | ------------ | ------------------------------------- | ----- | ---------------------------------------------------- |
| 1 | 11 juin 2015 | Basseterre   | Saint-Christophe-et-Niévès - Salvador | 2-2   | Qualifications pour la Coupe du monde 2018 (2e tour) |
| 2 | 16 juin 2015 | San Salvador | Salvador - Saint-Christophe-et-Niévès | 4-1   | Qualifications pour la Coupe du monde 2018 (2e tour) |
| 3 | 12 juin 2021 | Basseterre   | Saint-Christophe-et-Niévès - Salvador | 0-4   | Qualifications pour la Coupe du monde 2018 (2e tour) |
| 4 | 15 juin 2021 | San Salvador | Salvador - Saint-Christophe-et-Niévès | 2-0   | Qualifications pour la Coupe du monde 2018 (2e tour) |

#### Bilan
- Total de matchs disputés : 4
- Victoires de Saint-Christophe-et-Niévès : 0
- Victoires du Salvador : 1
- Matchs nuls : 3
- Total de buts marqués par Saint-Christophe-et-Niévès : 3
- Total de buts marqués par le Salvador : 12

### Sint Maarten
Confrontations entre équipe de Saint-Christophe-et-Niévès et Sint Maarten :
| # | Date         | Lieu        | Match                                     | Score | Compétition                      |
| - | ------------ | ----------- | ----------------------------------------- | ----- | -------------------------------- |
| 1 | 20 mai 1993  | Kingston    | Saint-Christophe-et-Niévès - Sint Maarten | 2-2   | Coupe caribéenne 1993 (Groupe A) |
| 2 | 19 mars 1995 | Philipsburg | Sint Maarten - Saint-Christophe-et-Niévès | 0-2   | Coupe caribéenne 1995 (1er tour) |
| 3 | 26 mars 1995 | Basseterre  | Saint-Christophe-et-Niévès - Sint Maarten | 0-1   | Coupe caribéenne 1995 (1er tour) |
| 4 | 31 mars 1996 | Basseterre  | Saint-Christophe-et-Niévès - Sint Maarten | 3-0   | Coupe caribéenne 1996 (1er tour) |

#### Bilan
- Total de matchs disputés : 4
- Victoires de Saint-Christophe-et-Niévès : 2
- Victoires de Sint Maarten : 1
- Matchs nuls : 1
- Total de buts marqués par Saint-Christophe-et-Niévès : 7
- Total de buts marqués par Sint Maarten : 3

### Suriname
Confrontations entre Saint-Christophe-et-Niévès et le Suriname en matchs officiels :
| # | Date          | Lieu           | Match                                 | Score | Compétition                                             |
| - | ------------- | -------------- | ------------------------------------- | ----- | ------------------------------------------------------- |
| 1 | 30 mai 1996   | Port-d'Espagne | Suriname - Saint-Christophe-et-Niévès | 1-1   | Coupe caribéenne 1996 (Groupe A)                        |
| 2 | 20 mai 2001   | Arima          | Saint-Christophe-et-Niévès - Suriname | 4-0   | Coupe caribéenne 2001 (Groupe 2)                        |
| 3 | 1er juin 2016 | Basseterre     | Saint-Christophe-et-Niévès - Suriname | 1-0   | Qualifications pour la Coupe caribéenne 2017 (1er tour) |
| 4 | 23 mars 2019  | Paramaribo     | Suriname - Saint-Christophe-et-Niévès | 2-0   | Qualifications pour la Gold Cup 2019                    |

#### Bilan
- Total de matchs disputés : 4
- Victoires de Saint-Christophe-et-Niévès : 2
- Victoires de Suriname : 1
- Matchs nuls : 1
- Total de buts marqués par Saint-Christophe-et-Niévès : 6
- Total de buts marqués par le Suriname : 3

## T

### Taipei chinois
Confrontations entreSaint-Christophe-et-Niévès et Taipei chinois :
| # | Date            | Lieu       | Match                                       | Score | Compétition  |
| - | --------------- | ---------- | ------------------------------------------- | ----- | ------------ |
| 1 | 25 juillet 2002 | Basseterre | Saint-Christophe-et-Niévès - Taipei chinois | 3-0   | Match amical |

#### Bilan
- Total de matchs disputés : 1
- Victoires de Saint-Christophe-et-Niévès : 1
- Victoires de Taipei chinois : 0
- Matchs nuls : 0
- Total de buts marqués par Saint-Christophe-et-Niévès : 3
- Total de buts marqués par Taipei chinois : 0

### Trinité-et-Tobago
Confrontations entre Saint-Christophe-et-Niévès et Trinité-et-Tobago :
| #  | Date             | Lieu            | Match                                          | Score | Compétition                                           |
| -- | ---------------- | --------------- | ---------------------------------------------- | ----- | ----------------------------------------------------- |
| 1  | 11 octobre 1972  | Basseterre      | Saint-Christophe-et-Niévès - Trinité-et-Tobago | 0-3   | Match amical                                          |
| 2  | 21 mai 1989      | Basseterre      | Saint-Christophe-et-Niévès - Trinité-et-Tobago | 0-2   | Coupe caribéenne 1989 (Tour préliminaire)             |
| 3  | 30 mai 1993      | Kingston        | Trinité-et-Tobago - Saint-Christophe-et-Niévès | 3-2   | Coupe caribéenne 1993 (Match pour la 3e place)        |
| 4  | 28 mai 1996      | Port-d'Espagne  | Trinité-et-Tobago - Saint-Christophe-et-Niévès | 5-1   | Coupe caribéenne 1996 (Groupe A)                      |
| 5  | 8 juillet 1997   | Basseterre      | Saint-Christophe-et-Niévès - Trinité-et-Tobago | 0-3   | Coupe caribéenne 1997 (Groupe B)                      |
| 6  | 13 juillet 1997  | Saint John's    | Trinité-et-Tobago - Saint-Christophe-et-Niévès | 4-0   | Coupe caribéenne 1997 (Finale)                        |
| 7  | 28 mai 1998      | Basseterre      | Saint-Christophe-et-Niévès - Trinité-et-Tobago | 4-1   | Match amical                                          |
| 8  | 28 juillet 2002  | Basseterre      | Saint-Christophe-et-Niévès - Trinité-et-Tobago | 2-1   | Match amical                                          |
| 9  | 15 novembre 2002 | Port-d'Espagne  | Trinité-et-Tobago - Saint-Christophe-et-Niévès | 2-0   | Qualifications pour la Gold Cup 2003 (2e tour)        |
| 10 | 2 août 2003      | Basseterre      | Saint-Christophe-et-Niévès - Trinité-et-Tobago | 1-2   | Match amical                                          |
| 11 | 4 septembre 2004 | Basseterre      | Saint-Christophe-et-Niévès - Trinité-et-Tobago | 1-2   | Qualifications pour la Coupe du monde 2006 (2e tour)  |
| 12 | 10 octobre 2004  | San Fernando    | Trinité-et-Tobago - Saint-Christophe-et-Niévès | 5-1   | Qualifications pour la Coupe du monde 2006 (2e tour)  |
| 13 | 7 novembre 2008  | Macoya          | Trinité-et-Tobago - Saint-Christophe-et-Niévès | 3-1   | Coupe caribéenne 208 (2e tour)                        |
| 14 | 12 juillet 2009  | Basseterre      | Saint-Christophe-et-Niévès - Trinité-et-Tobago | 2-3   | Match amical                                          |
| 15 | 12 octobre 2012  | Basseterre      | Saint-Christophe-et-Niévès - Trinité-et-Tobago | 0-1   | Coupe caribéenne 2012 (1er tour)                      |
| 16 | 8 juin 2021      | Saint-Domingue  | Saint-Christophe-et-Niévès - Trinité-et-Tobago | 0-2   | Qualifications pour la Coupe du monde 2022 (1er tour) |
| 17 | 25 juin 2023     | Fort Lauderdale | Trinité-et-Tobago - Saint-Christophe-et-Niévès |       | Gold Cup 2023 (Groupe A)                              |

#### Bilan
- Total de matchs disputés : 16
- Victoires de Saint-Christophe-et-Niévès : 2
- Victoires de Trinité-et-Tobago : 14
- Matchs nuls : 0
- Total de buts marqués par Saint-Christophe-et-Niévès : 15
- Total de buts marqués par Trinité-et-Tobago : 42